# Jordi Boixaderas i Trullàs
Jordi Boixaderas i Trullàs (Sabadell, Vallès Occidental, el 12 de juliol de 1959) és un actor de teatre, cinema i televisió, i també és actor de doblatge en català i castellà.

## Biografia
Jordi Boixaderas va començar a actuar a l'Aula de Teatre de l'Acadèmia de Belles Arts de Sabadell sota la direcció de Francesc Ventura; va participar en l'exitós Manchester of Catalonia ii a les obres Totalimundi i Un pessic al melic (sobre textos de Pere Quart). A la primeria dels anys 1980 va entrar a formar part de l'elenc del Teatre Estable de Sabadell, dirigit per Ignasi Roda. Els primers anys de la dècada dels 1980 també va fer de vocalista de l'Orquestrina La Vallessana.
L'any 1985 va començar a actuar al teatre professional. Esteve Polls el va dirigir a Romeu i Julieta al Teatre Victòria. A partir d'aleshores, Mario Gas l'ha dirigit en cinc espectacles; Sergi Belbel, en quatre, i Fabià Puigserver, Rosa Maria Sardà, Tamzim Townsend, Toni Casares i Ariel García Valdés també l'han tingut a les seves ordres. Ha estrenat autors catalans com ara Josep Maria Benet i Jornet, Joan Cavallé, Sergi Belbel, Jordi Galceran i Narcís Comadira, però tampoc no hi falten autors clàssics com ara Shakespeare, Goldoni, Brecht i Molière. A partir d'El temps i els Conway es va convertir en un actor regular als escenaris. També va cantar a Golfus de Roma, A Little Night Music i Men.
Pel que fa al doblatge, ha posat veu a molts actors, entre els quals Russell Crowe (l'ha doblat en una quinzena de pel·lícules), Daniel Craig (amb el personatge de James Bond), Sean Bean (per exemple, amb la veu de Bóromir d'El Senyor dels Anells), Gerard Butler, Chuck Norris, Sylvester Stallone, Kenneth Branagh i Javier Bardem. Va estar contractat per l'estudi de doblatge Soundtrack, de Barcelona. A banda, també ha narrat documentals i audiollibres.
En cinema, ha participat en algunes pel·lícules com ara Ens veiem demà (2009), de Xavier Berraondo.
Amb estudis no acabats de filologia anglesa, també va treballar de traductor de l'anglès al català.

## Trajectòria professional

### Teatre[6]
- 2022 Final de partida
- 2014 El crèdit
- 2013 Com dir-ho?
- 2011 El misantrop
- 2009 Mort d'un viatjant
- 2008 Don Juan Tenorio (lectura dramatitzada)
- 2008 Espectres
- 2007 El mètode Grönholm
- 2007 Iglú
- 2007 A la Toscana
- 2005 Fi de partida
- 2004 Teatre sense animals
- 2004 El mètode Grönholm (en el paper de Ferran Augé)
- 2003 Primera plana
- 2002 Moll oest
- 2002 Amants
- 2002 El Club de la corbata (Cravate Club)
- 2001 Don Juan o El Festí de pedra
- 2001 A Little Night Music (Música per a una nit d'estiu) (en el paper de Comte Carl-Magnus Malcolm)
- 2001 Sum Vermis. Verdaguer o fals
- 2001 El silenci és or
- 1994 El concurs de Joan Cavallé. Direcció de Pere Sagristà
- 1994 Otel·lo (en el paper de Iago). Festival Grec de Barcelona. Direcció de Mario Gas

### Filmografia
- El mètode Grönholm (2015)
- Rumors (2007)
- El asesino del parking (2006)
- Dues dones (1998)
- L'hostalera (1996)
- El temps i els Conway (1993)
- La bona persona del Sezuan (1989)
- La ronda (1987)

### Sèries de televisió
- 1994. Poblenou, en el personatge de Xavier
- 1998. Laberint d'ombres, en el personatge de Quim Gispert
- 2002. Mirall trencat, en el personatge de Quim Bergadà
- 2002. El cor de la ciutat, en el personatge d'Andreu Ferrero
- 2005. Ventdelplà, en el personatge de Damià Delmàs

### Veu en off
- Els Estats Units des de l'aire (narrador)
- El llindar, 3Cat